# Hard core kid 狐次郎
Hard core kid 狐次郎（ハード・コア・キッド・こじろう、1983年2月8日 - ）は、日本の覆面レスラー。

## 経歴
- 2003年4月20日、KAIENTAI DOJOディファ有明大会で旭志織、DJニラ、アップルみゆきとタッグを組んで対つぼ原人&PSYCHO&X No.5&お船戦でデビュー。
- 2005年、海外修行という名の休業。
- 2008年5月6日、同期である安沢たくの引退試合にパートナーとして3年振りマット復帰。今後は不定期参戦も決まる。
- 2012年4月のK-DOJO10周年後楽園ホール大会 OB・OG参加の10周年ランブルに参加した。
- 2015年、K-DOJO公式サイトの選手名鑑に記載されていないことから退団したと思われる。

## 得意技
狐炎輪
落炎斬
ダイビングセントーンと同型。
扇忍斬
ダイヤモンドダストと同型。

## 入場曲
- WALKING IN THE DARKLOW OF THE WORD（COOL JUNKY） ※キングレコード「KAIENTAI DOJO」に収録

## テレビ出演
- THIS IS KAIENTAI DOJO（GAORA）